# Иванов, Михаил Николаевич (переводчик)
Михаи́л Никола́евич Ивано́в (род. 29 апреля 1952, Москва) — советский и российский переводчик фильмов, главный редактор и автор всех выпусков «Видеогида», поэт и прозаик.

## Биография
Стихи M. Иванова издавались в журнале «Соло». В 2000 году в библиотеке журнала «Соло» вышел роман «Банан», переизданный в ноябре того же года издательством «Ad Marginem».
В молодости играл на бас-гитаре в рок-группе и сочинял свои песни.
В 1977 году окончил факультет английского языка Пединститута им. Ленина. До этого был исключён из комсомола и из Иняза за водружение красного флага на пивную точку.
Фильмы и мультфильмы на видео начал переводить в 1982 году, числясь на разных работах то сторожем, то рабочим, и переводил до 1997 года. С 1991 года начал выпускать сборники аннотаций под названием «Видеогид». Первые три тома по тысяче фильмов каждый были написаны в соавторстве с Олегом Сулькиным.
По состоянию на 2002 год в свет вышли 14 томов, включающие 11500 фильмов. Производство дальнейших томов «Видеогида» с тех пор было приостановлено.

## Критика
Алекс Экслер:

Давно уже наслаждаюсь. Иванов выдаёт рецензии (правильнее их назвать анонсами) как пулемёт. Разумеется, смотреть все эти фильмы он не в состоянии, поэтому, судя по всему, целиком не смотрит ни один, а для анонсов пользуется проверенной схемой: смотрит первые 5 минут, ещё 5 минут из середины и концовку. В одной из рецензий он подкупающе признался, цитирую: «Я даже досмотрел фильм до конца».